# Janina Galasińska-Landsbergerowa

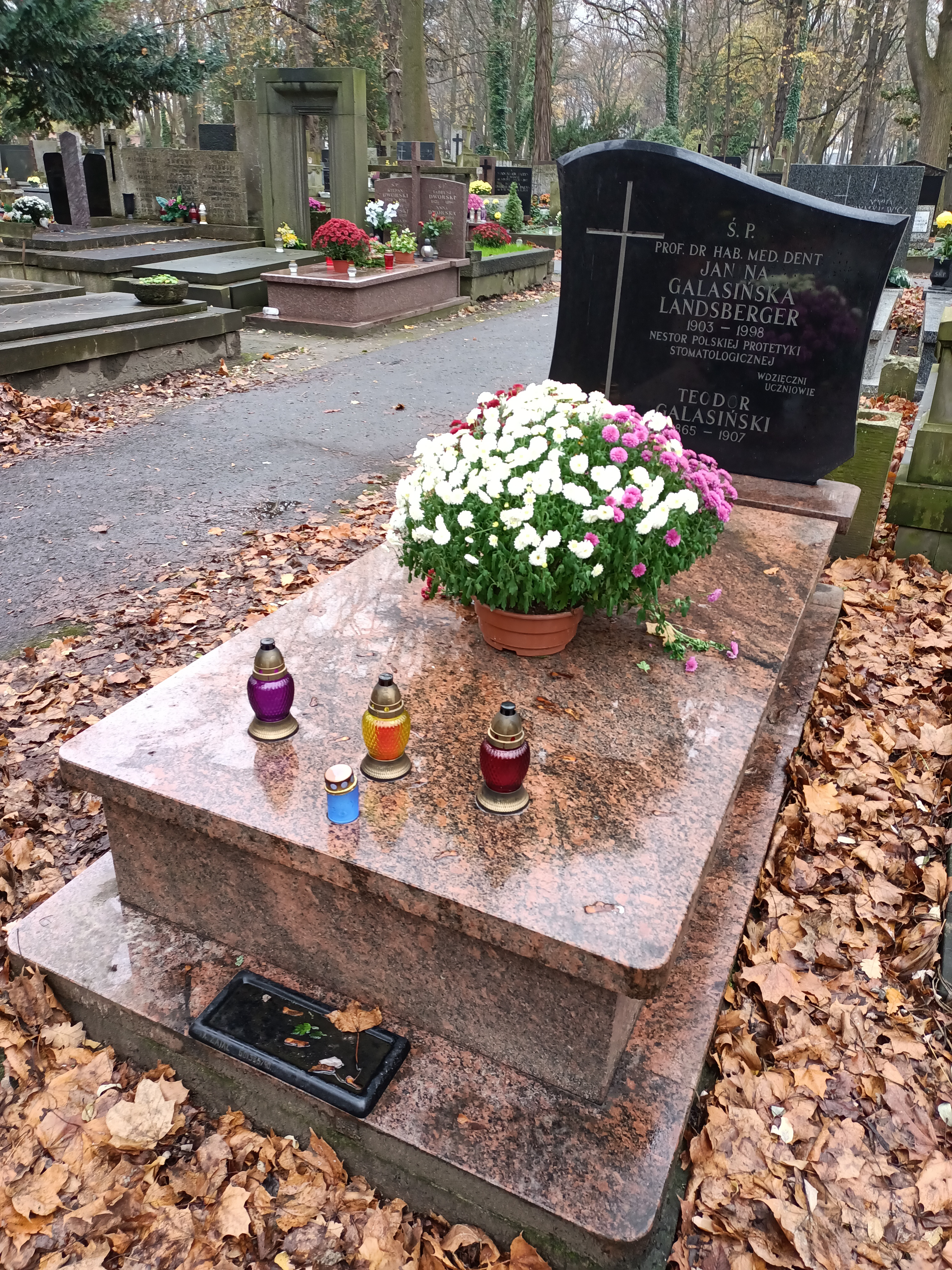
Grób Janiny Galasińskiej Landsbergowej na cmentarzu Powązkowskim w Warszawie

Janina Teodora Galasińska-Landsbergerowa (ur. 9 marca 1903 w Warszawie, zm. 21 lipca 1998 tamże) – polska lekarka (spec. protetyka stomatologiczna), współzałożycielka i profesor Wydziału Stomatologicznego Akademii Medycznej w Łodzi, organizatorka Katedr Protetyki Stomatologicznej na Uniwersytecie Łódzkim i w Akademii Medycznej w Warszawie, założycielka i redaktor naczelny czasopisma „Protetyka Stomatologiczna”, pierwszego w Europie czasopisma specjalistycznego, poświęconego tej dyscyplinie, wydawanego od roku 1965.

## Życiorys

### Edukacja
Urodziła się w roku 1903 w Warszawie jako córka Teodora. Tamże skończyła w roku 1920 szkołę średnią i studiowała stomatologię w utworzonym w tymże roku Państwowym Instytucie Dentystycznym (PID), uczelni bez pełnych praw akademickich, jednak reprezentującej wysoki poziom nauczania (do obsady nauczycielskiej należeli profesorowie Wydziału Lekarskiego Uniwersytetu Warszawskiego). W roku 1924 została jedną z pierwszych absolwentek PID.

### Praca w latach 1924–1939
Od skończenia studiów do wybuchu II wojny światowej:
- pracowała w Zakładzie Protetyki Dentystycznej, którym kierował dr med. Leopold Brennejsen, oraz w ubezpieczalni społecznej,
- uzupełniała wiedzę w Klinice Chirurgii Stomatologicznej PID, a po przekształceniu Instytutu w Akademię Stomatologiczną (1933) – w tej Akademii[a],
- odbyła staż zawodowy w Rostocku (1928/1929).

Zajmowała kolejno stanowiska asystenta, starszego asystenta i adiunkta.

### Okres II wojny światowej
W czasie II wojny światowej straciła męża (nigdy nie wyszła powtórnie za mąż) i cały majątek. W okresie okupacji niemieckiej pracowała w Klinice Protetyki Stomatologicznej, która oficjalnie prowadziła działalność usługową, ale była też placówką tajnego nauczania studentów stomatologii. Po upadku powstania warszawskiego (październik 1944) została wypędzona z Warszawy. Zamieszkała i pracowała jako dentystka w Piotrkowie Trybunalskim.

### Okres powojenny
Po zakończeniu wojny Janina Galasińska-Landsbergowa przeniosła się do Łodzi, gdzie włączyła się do organizacji wyższego szkolnictwa medycznego.
Starania o organizację Uniwersytetu Medycznego w Łodzi rozpoczęły się już w styczniu 1945 roku; brali w nich udział m.in. profesorowie Franciszek Zwierzchowski i Alfred Meissner, związani przed wojną z warszawskim PID i Akademią Stomatologiczną.
W sierpniu 1945 roku zostały otwarte trzy wydziały medyczne: lekarski, stomatologiczny (dziekan – Alfred Meissner) i farmaceutyczny. 28 lutego 1949 roku Wydział Stomatologiczny rozwiązano (rozporządzenie Ministra Oświaty), tworząc pierwszy w Polsce Oddział Stomatologiczny, włączony do Wydziału Lekarskiego UŁ. Oddział organizowali: Alfred Meissner (dziekan), Franciszek Zwierzchowski (prodziekan, później dziekan) i Janina Galasińska-Landsbergerowa.
Franciszek Zwierzchowski pisał później:

Te trzy osoby stanowiły w początkach cały Wydział. Przed tą trójką stały niepomiernie ciężkie zadania – niezwłocznego uruchomienia Wydziału i rozpoczęcia pracy naukowej i dydaktycznej. Uczestnicy nie mieli nic: ani odpowiednich środków, ani lokalu, ani książek, ani narzędzi.

W nowej placówce utworzono m.in. Katedrę i Zakład Protetyki Dentystycznej, których organizację i kierownictwo powierzono Janinie Galasińskiej-Landsbergerowej. Poza pracą organizacyjną i dydaktyczną wykonywała badania naukowe, uzyskując:
- w roku 1947 – stopień doktora med. dent.,
- w roku 1948 – stopień docenta,
- w roku 1949 – tytuł profesora nadzwyczajnego,
- w roku 1958 – tytuł profesora zwyczajnego.

W roku 1949 przebywała na rocznym stypendium w klinikach protetyki stomatologicznej w Chicago i Nowym Jorku. W latach 1950–1952 pełniła funkcję kierownika Oddziału Stomatologicznego.
W roku 1958 ponownie zamieszkała w Warszawie, gdzie otrzymała stanowisko kierownika Katedry Protetyki Stomatologicznej Akademii Medycznej, a następnie stanowiska:
- w latach 1966–1969 – kierownika Oddziału Stomatologii,
- w latach 1970–1973 – dyrektora Instytutu Stomatologii, który utworzyła, opierając się na tradycjach Państwowego Instytutu Dentystycznego.

Była cenionym dydaktykiem, zaangażowanym w kształcenie przed- i podyplomowe (organizowała kursy szkolenia podyplomowego w Łodzi i Warszawie), oraz opiekunem w przewodach doktorskich i habilitacyjnych – od roku 1958 pełniła funkcję promotora w 15 przewodach doktorskich i opiekuna naukowego czterech habilitacji.
W latach 1965–1975 była naczelnym redaktorem czasopisma (dwumiesięcznika) „Protetyka Stomatologiczna”, którego wydawanie zainicjowała; była też przewodniczącą zespołu organizacyjnego. Otrzymała Nagrodę Naukową I stopnia Ministra Zdrowia i Opieki Społecznej.
Na emeryturę odeszła w roku 1973. Swój życiorys, napisany w roku 1988, zakończyła słowami:

Oceniając moje życie z perspektywy minionych lat, uważam, iż było ono trudne i żmudne – na miarę istniejących okoliczności. Ale dane mi było pracować i uczyć się pod kierunkiem wybitnych fachowców, wspaniałych ludzi. Władze wielokrotnie zaszczyciły mnie swym uznaniem. Cieszyłam się zaufaniem powierzonych mi zespołów i pacjentów. Doznałam wiele życzliwości ludzkiej.

## Publikacje
Janina Galasińska-Landsbergerowa jest autorką, m.in. skryptu pt. Protetyka – część kliniczna i część laboratoryjna (dwa wydania), podręczników Protetyka Stomatologiczna (sześć wydań) i Protezy ruchome częściowe (praca zespołowa), rozdziału w podręczniku pod redakcją prof. J. Krzywickiego – Stomatologia wieku dziecięcego oraz ok. 200 innych publikacji, np.:
- 1932 – Zagadnienia nowoczesnej protektyki (referat wygłoszony na pierwszem posiedzeniu naukowem Zrzeszenia Absolwentów Państw. Inst. Dentyst. dn. 17.II.1932 r.)[9],
- 1936 – Praktyczne zastosowanie rozmaitych metod wycisku czynnościowego przy bezzębiu[10],
- 1946 – Zgryzadła[11].

## Ordery i odznaczenia
- Krzyż Komandorski Orderu Odrodzenia Polski
- Złoty Krzyż Zasługi (13 lipca 1954)[12]
- Medal 40-lecia Polski Ludowej
- Medal 10-lecia Polski Ludowej (13 stycznia 1955)[13]
- Odznaka tytułu honorowego Zasłużony Nauczyciel PRL
- Honorowa Odznaka Miasta Łodzi
- Złota Odznaka Związku Zawodowego Pracowników Służby Zdrowia
- Złota Odznaka Polskiego Towarzystwa Stomatologicznego

Źródło:.

## Upamiętnienie
Janina Galasińska-Landsbergerowa została pochowana na cmentarzu Powązkowskim w Warszawie (kwatera 290-3-29), w skromnym grobie swojego ojca. W setną rocznicę jej urodzin na grobie postawiono pomnik, ufundowany przez polskie środowisko lekarskie, z napisem:

Nestorowi Polskiej Protetyki Stomatologicznej – wdzięczni uczniowie.

Barbara Bruziewicz-Mikłaszewska opublikowała wspomnienie zatytułowane:

Prof. dr hab. Janina Galasińska-Landsbergerowa (1903–1998) – pierwsza dama protetyki stomatologicznej w Polsce

Jako motto zacytowała zdanie:

Człowiek jest tyle wart, ile warta jest jego praca, a praca zespołu ma większe znaczenie niż jednostki